# Partei der Volksmacht

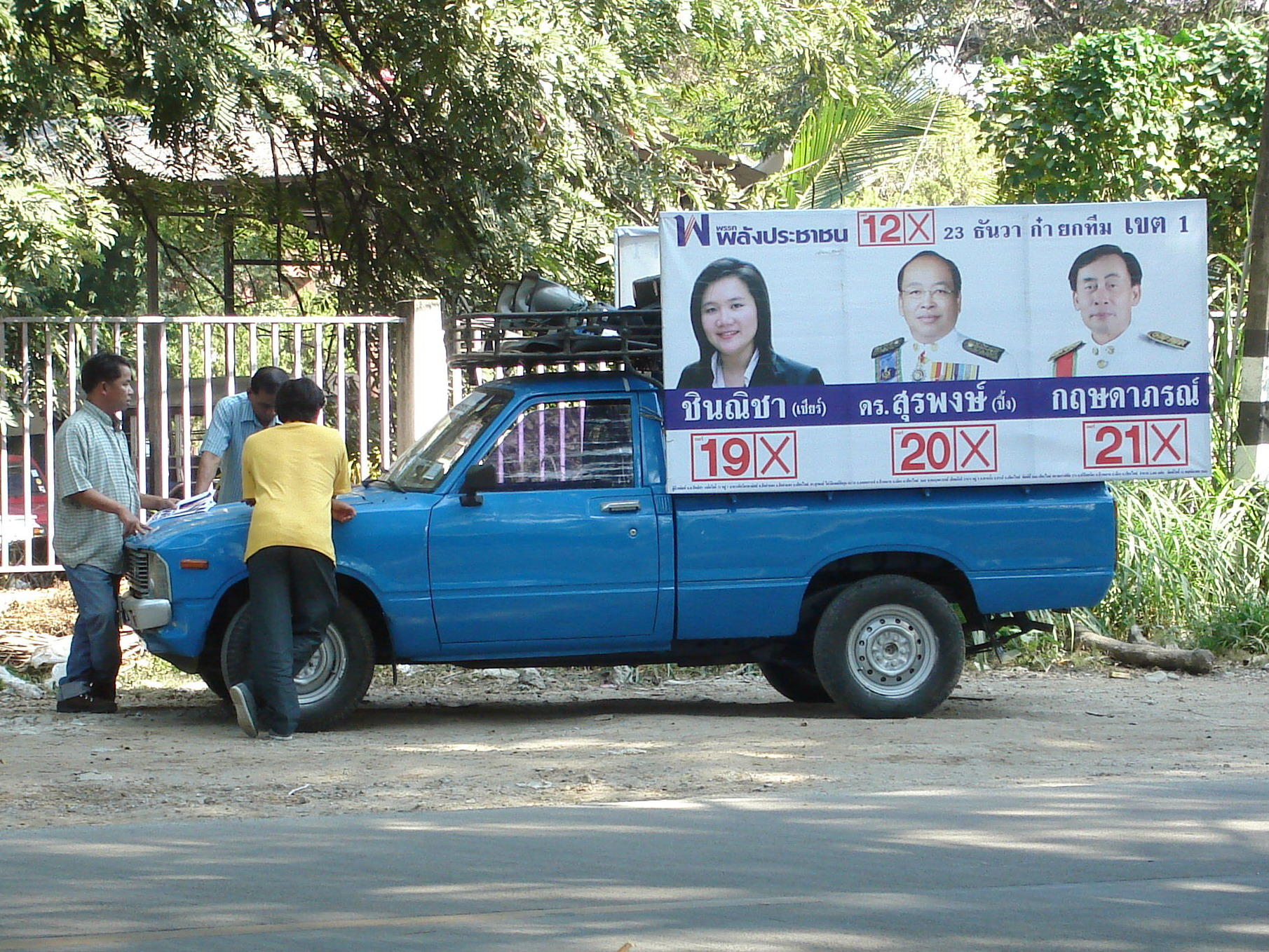
Pickup mit Werbung für die Partei der Volksmacht (2007)

Die Partei der Volksmacht (thailändisch: พรรคพลังประชาชน, Phak Phalang Prachachon, PPP, Aussprache: [pʰák pʰá.lang prà.ʨʰaː.ʨʰon]) war eine Partei in Thailand. Ihr Vorsitzender war zuletzt Somchai Wongsawat. Die PPP entstand im August 2007 und galt als Nachfolgepartei der Thai-Rak-Thai-Partei des damaligen Ministerpräsidenten und Multimilliardärs Thaksin Shinawatra, der 2006 durch einen Militärputsch gestürzt wurde.

## Geschichte
Die Partei der Volksmacht wurde 1998 von Polizei-Oberstleutnant Garn Tienkaew gegründet. Bis 2007 spielte sie kaum eine Rolle, sie stellte wenige Kandidaten auf und gewann nie einen Sitz im Parlament. 
Ende Juli 2007 traten dann einige Politiker der nach dem Militärputsch vom 19. September 2006 zwangsaufgelösten Thai-Rak-Thai-Partei (TRT) des entmachteten Ministerpräsidenten Thaksin Shinawatra zu dieser Partei über, die faktisch zur Reinkarnation der TRT wurde. Das Logo der PPP wurde geändert, um das der TRT zu imitieren; die Parteizentrale wurde in das vormalige TRT-Gebäude verlegt. Nachdem der frühere Ministerpräsident Chavalit Yongchaiyudh den ihm Berichten zufolge angetragenen Parteivorsitz abgelehnt hatte, wurde im August 2007 auf Wunsch Thaksins der rechtsgerichtete vormalige Gouverneur von Bangkok Samak Sundaravej zum Parteivorsitzenden gewählt. Dieser hatte der TRT nicht angehört, war also ein Außenseiter, der keinem der rivalisierenden innerparteilichen Flügel der TRT/PPP zugeordnet werden konnte. Samak war in Bangkok verwurzelt, mit ihm als Spitzenkandidat hoffte Thaksin vermutlich, auch in der Hauptstadt einige Sitze zu gewinnen, die zuletzt eine Hochburg der Demokratischen Partei gewesen war. Beim Kernklientel der TRT/PPP, der Landbevölkerung, war er dagegen entweder unbekannt oder unbeliebt. Als Samak zum ersten Mal ein Podium der PPP in der Nordostregion (Isan) betrat, verließen drei Viertel des Publikums die Versammlung. Samak wurde vielfach als „Strohmann“ Thaksins angesehen, was er selbst auch offen zugab. Anhänger der Partei hielten bei Wahlkampfveranstaltungen Schilder mit der Aufschrift „Wählt Samak und ihr bekommt Thaksin“.
Bei den am 23. Dezember 2007 in Thailand durchgeführten Parlamentswahlen gewann die PPP mit 39,6 % der Listenstimmen und 233 der 480 Parlamentssitze eine relative Mehrheit. Die PPP bildete daraufhin eine Koalition mit fünf weiteren, kleineren Parteien. Am 28. Januar 2008 wurde Samak im Parlament zum neuen Ministerpräsidenten gewählt und am selben Tag ernannt.
Ab Mai 2008 verstärkten sich die Proteste der oppositionellen Volksallianz für Demokratie („Gelbhemden“) gegen die PPP. Regierungsgegner belagerten den Regierungssitz und stürmten das Parlamentsgebäude. Sie beschuldigten Samak der Korruption. Im September wurde Samak schließlich des Amtes als Premierminister enthoben, da er mit einer Nebentätigkeit als Fernsehkoch gegen die Verfassung verstoßen hatte. Auch unter Samaks Nachfolger Somchai Wongsawat, einem Schwager Thaksin Shinawatras, war die PPP weiterhin Ziel von Protesten, die zunehmend das öffentliche Leben in Bangkok lahmlegten. Ende November 2008 blockierten Anhänger der PAD die wichtigsten Flughäfen Thailands.
Die Partei wurde am 2. Dezember 2008 vom Thailändischen Verfassungsgericht aufgelöst. Dies wurde mit Verstößen von PPP-Politikern gegen das Wahlrecht begründet. Den führenden Mitgliedern der PPP wurde die politische Tätigkeit für die nächsten fünf Jahre untersagt. Einige Beobachter kritisierten die Entscheidung als politisch motiviert oder zumindest als übermäßige politische Einmischung des Gerichts. Dies wurde mit dem Schlagwort „Putsch der Richter“ zusammengefasst.
Somchai Wongsawat musste infolge des Urteils sein Amt aufgeben, kündigte aber an, dass die PPP sich unter einem anderen Namen neu gründen und erneut den Premierminister stellen wolle. Bereits im September war dazu die Pheu-Thai-Partei (PTP) gegründet worden, der sich nun 80 nicht gesperrte Abgeordnete der aufgelösten PPP anschlossen. Sie wählten zunächst Yongyuth Wichaidit zum Parteivorsitzenden. Pracha Promnok, der Chef der Puea-Paendin-Partei, wurde zum Spitzenkandidaten für die Ministerpräsidentenwahl im Parlament gekürt. Nach Hinterzimmergesprächen unter Leitung des Oberkommandierenden des Heeres, General Anupong Paochinda, wählten aber mehrere der bisherigen Koalitionspartner und auch ein Flügel der PPP selbst – geführt von Newin Chidchob – ab 15. Dezember 2008 Abhisit Vejjajiva von der zuvor oppositionellen Demokratischen Partei zum neuen Ministerpräsidenten. Möglicherweise erhielten sie dafür Geldzahlungen. Der Regierungskritiker Sondhi Limthongkul bezeichnete diesen irregulären Regierungswechsel ohne Wahlen als einen „Putsch à la Anupong“. Aus dem Newin-Flügel bildete sich die Bhumjaithai-Partei (BJT).

## Ehemalige Mitglieder
- Jatuporn Prompan, Politiker und Aktivist